# Chris King
Christopher Donnell King, detto Chris (Newton Grove, 24 luglio 1969), è un ex cestista statunitense, professionista nella NBA, in Europa, in Cile e nelle Filippine.

## Carriera
È stato selezionato dai Seattle SuperSonics al secondo giro del Draft NBA 1992 (45ª scelta assoluta).